# アクトビラ (企業)
株式会社アクトビラ（英: Actvila Co.,Ltd.）は、かつて存在した日本の企業。東京都港区に本社を置き、デジタルテレビにおけるインターネットポータルサービスを提供していた。旧社名はテレビポータルサービス株式会社（TV Portal Service Corporation）。

## 概要
2006年（平成18年）7月7日に家電メーカーなどの共同出資で設立された。
サービス名は「アクトビラ」（acTVila）。従来松下電器産業（現パナソニック）が提供していた「Tナビ」、So-netが提供していた「TVホーム」が発展解消したものである。2007年（平成19年）2月1日サービス開始。従来のTナビは同年1月31日でサービス終了し、Tナビ、TVホーム対応受信機はそのままアクトビラ・ベーシックを利用できる。
2007年（平成19年）9月1日、サービス名と社名を一致させてアクトビラの普及を推し進めていくことを目的として現社名に変更した。
2017年（平成29年）3月31日、WOWOWが第三者割当増資を含む株式取得を行い子会社化した。
2022年（令和4年）8月31日、同日開催予定の臨時株主総会で解散決議を行った後、同年12月に清算結了する予定であることを同年8月26日に発表した。